# Cacín
Cacín es una localidad y municipio español situado en la parte septentrional de la comarca de Alhama, en la provincia de Granada, comunidad autónoma de Andalucía. Limita con los municipios de Moraleda de Zafayona, Chimeneas, Alhama de Granada, Ventas de Huelma, Agrón y Arenas del Rey. Cuenta con una población de 537 habitantes (INE 2024). Cacín se encuentra enclavado en el valle del río que lleva el mismo nombre.
El municipio cacineño comprende los núcleos de población de Cacín y El Turro, siendo este último una entidad local autónoma —con ayuntamiento propio, la mayoría de competencias del ámbito local, e incluso participación en los ingresos del Estado— desde febrero de 2013.

## Toponimia
La mayoría de las teorías apuntan a que el nombre de "Cacín" procede de un antropónimo, ya que desde el siglo VIII existió una tribu árabe, "Gassin", de gran influencia en Elvira en época de Abd al-Jaliq al-Gassani que fue nombrado cadí de la cora.
Otro topónimo que aparece con frecuencia en las actas municipales de Alhama en relación con Cacín es "Algar", a veces como una alquería más de la ciudad. En el Diccionario de Madoz se explica que una vez reunidos los cinco ríos, en la zona que ahora ocupa el embalse de los Bermejales, a la nueva corriente se le daba «el nombre de río Algar, hasta llegar a los tajos de Cacín, donde se denomina río de Cacín».

## Historia

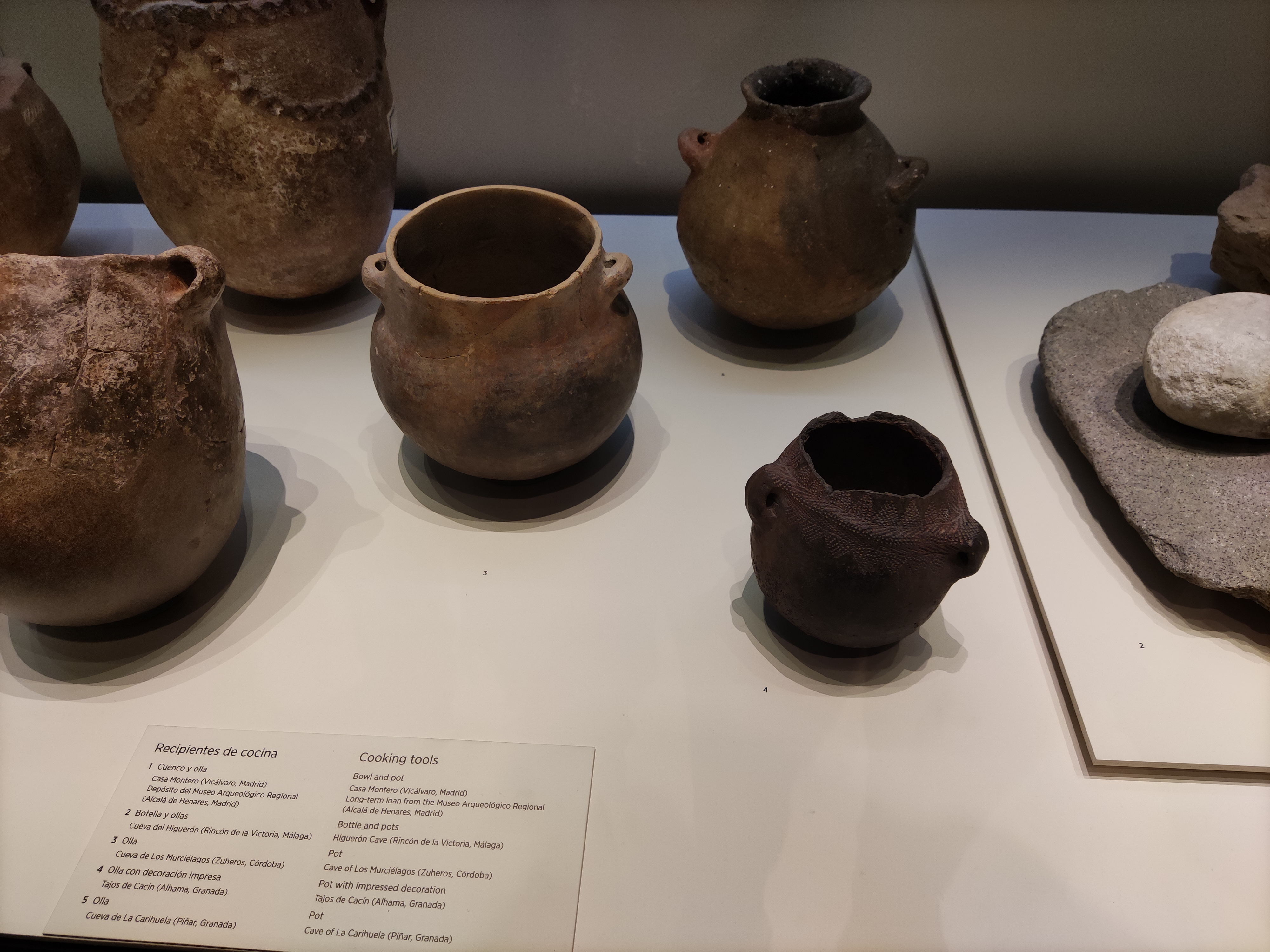
Neolítico. (4) Olla con asas o Vaso de Cacín del yacimiento de Tajos de Cacín. Museo Arqueológico Nacional. Ejemplo de cerámica cardial.

Cacín cuenta con numerosas cuevas. En la llamada Cueva de Cacín, en la zona conocida como Los Tajos, aparecieron restos arqueológicos del Neolítico, entre ellos el famoso vaso de Cacín que se encuentra expuesto en el Museo Arqueológico Nacional. También se han encontrado algunas tumbas prehistóricas.
Su fundación como pueblo data del siglo XVIII, pero ya estaba presente en la época musulmana, tras la cristianización, una vez reconquistada por los Reyes Católicos y más tarde por la presencia de las tropas napoleónicas durante la invasión francesa en la Península.
Sufrió ferozmente las consecuencias del terremoto que asoló la región en la Navidad de 1884. A consecuencia de esto tuvo que ser reconstruido en gran parte.

## Geografía
La población de Cacín se asienta en una llanura situada en la orilla derecha del río del mismo nombre, lo que hace que sus calles sean rectilíneas. En los alrededores destacan los tajos de Cacín por entre los que corre el río desde su salida del pantano de los Bermejales hasta pocos kilómetros antes de llegar a la localidad. Como puntos más elevados de este municipio están el Cerro de la Atalaya de Agrón  (1168 m), la Loma Coscojas  (1051 m) y el más conocido el Pingurucho (918 m), entre otros. En Cacín la temperatura media anual gira en torno a los 14 °C. Los meses de diciembre y enero son los más fríos, en los que la media ronda los 6 °C; mientras que en julio y agosto alcanzan temperaturas medias de unos 23 °C. Estando la precipitación media anual en torno a los 400 mm. Por lo tanto, el clima es templado-cálido o mediterráneo.

### Situación
| Noroeste: Moraleda de Zafayona | Norte: Moraleda de Zafayona | Noreste: Moraleda de Zafayona y Chimeneas                                  |
| Oeste: Alhama de Granada       | Puntos cardinales           | Este: Chimeneas, Alhama de Granada (por enclave), Ventas de Huelma y Agrón |
| Suroeste: Alhama de Granada    | Sur: Alhama de Granada      | Sureste: Arenas del Rey                                                    |

### Ecosistema
Su ecosistema terrestre ofrece una diversidad florística con romero, tomillo, retama, pino y aulaga. En cuanto a la fauna destacan la perdiz roja, el conejo, la liebre, el zorzal, la paloma torcaz, la paloma zurita y la tórtola. Todas las especies nombradas tienen valor cinegético.
Cacín cuenta con un magnífico río el segundo en categoría del Poniente Granadino y afluente del Genil, donde se capturan salmónidos como la trucha fario, o la trucha arco iris con valor cinegético; se suelen celebrar campeonatos provinciales de pesca sin muerte. A orillas del río hay cultivos cerealistas y pequeños bancales que producen hortalizas y frutales.
El ecosistema acuático da una variedad de especies predominantes en lo que a flora se refiere, como mimbrera, álamo negro, álamo blanco, carrizo, taraje y eucalipto. Y en lo que respecta a la fauna, cuenta con el pato, la gallineta, el mirlo y el ruiseñor. Además de la trucha y el barbo, también destaca el cangrejo de río autóctono, ya casi extinguido.

## Demografía
Cacín cuenta con una población de 537 habitantes (INE 2024).
| Gráfica de evolución demográfica de Cacín entre 1842 y 2021                                                         |
| |
| Población de derecho según los censos de población del INE Población de hecho según los censos de población del INE |

## Administración y política
Los resultados en Cacín de las últimas elecciones municipales, celebradas en mayo de 2023, son:
| Elecciones Municipales - Cacín (2023) | Elecciones Municipales - Cacín (2023)         | Elecciones Municipales - Cacín (2023) | Elecciones Municipales - Cacín (2023) | Elecciones Municipales - Cacín (2023) |
| Partido político                      | Partido político                              | Votos                                 | Votos                                 | Concejales                            |
| ------------------------------------- | --------------------------------------------- | ------------------------------------- | ------------------------------------- | ------------------------------------- |
|                                       | Partido Socialista Obrero Español (PSOE)      | 188                                   | 53,10 %                               | 4                                     |
|                                       | Izquierda Unida Para la Gente (PARA LA GENTE) | 97                                    | 27,40 %                               | 2                                     |
|                                       | Partido Popular (PP)                          | 60                                    | 16,94 %                               | 1                                     |

## Economía
Cacín es un pueblo principalmente agrícola en el que se trabaja la almendra, el olivo y el álamo y su madera, así como la vega con los cultivos de tomate cherri, alcachofa, habichuelas, calabacino, coliflor, pepino, etc. Cacín tiene cada vez más cultivos ecológicos, sobre todo de almendros y espárragos.

### Evolución de la deuda viva municipal
| Gráfica de evolución de Deuda viva del Ayuntamiento de Cacín entre 2008 y 2019                                |
| |
| Deuda viva del Ayuntamiento de Cacín en miles de Euros según datos del Ministerio de Hacienda y Ad. Públicas. |

## Cultura

### Patrimonio
Entre los monumentos cacileños destacan:
- El Puente de Cacín: puente de un solo ojo cuya plataforma descansa sobre un arco, mediante otros arcos de medio punto. Data de la primera mitad del siglo XX, sobre 1901 y está clasificado de estilo funcionalista. Entre los cacineños es conocido como El Puente Romano.
- Contraembalse de Cacín: situado a 13.5 km de la presa, su construcción se inició en junio de 1965 para regular los caudales evacuados por la presa y desde el cual parte el canal de Cacín.
- Iglesia de Nuestra Señora de los Dolores: compuesta por una sola nave con columnas en sus laterales siendo lo más destacable el cáliz de plata de más de dos siglos de antigüedad, un cuadro de pequeña azulejería evocando la Santa Cena, y las vidrieras de colores.
- Cueva de Cacín: se trata de un yacimiento arqueológico del Neolítico ubicado en la zona conocida como Los Tajos. Una cueva que estuvo habitada durante la Edad de Piedra y en cuyo interior fueron descubiertas cerámicas con sellados triangulares y bandas. Entre ellas destaca el famoso vaso de Cacín que se encuentra en el Museo Arqueológico de Madrid.

### Fiestas
Las fiestas populares se celebran a principios del mes de agosto en honor de San Sebastián, aunque su festividad religiosa en el calendario sea el 20 de enero. Tiene una duración de cuatro días en los que se hacen campeonatos de fútbol sala, tenis, dominó, futbolín, diana, etc.
A la persona con más edad del pueblo se le homenajea. Esa tarde todos los mayores celebran una fiesta en la que se les obsequia con una merienda. Ese mismo día tiene lugar la elección de Miss y Míster Cacín.
Es también tradición que el grupo de baile de las niñas del pueblo haga una exhibición. Para los niños y jóvenes del pueblo durante los cuatro días, en la plaza del Ayuntamiento o en el paseo de la Iglesia se hacen diferentes juegos, como las cucañas, las carreras de cintas con bici, las carreras de cintas en moto o las carreras de sacos; cabe destacar la gran paellada —característica del Levante peninsular— que tiene lugar el sábado de feria para todos los vecinos y visitantes.
El día 20 de enero se celebra la festividad conocida como Día de las Merendicas, una especie de romería en la que disfrutan los vecinos del campo en familia, comen, beben y cantan en una jornada de convivencia.
En la noche previa al 2 de febrero tiene lugar la celebración de las tradicionales candelarias, donde se hacen diversas hogueras formadas por palés, muebles viejos, etc, que van recogiendo los jóvenes durante las semanas anteriores.
Una vez prendidas las hogueras se procede al mancheo, es decir, a girar verticalmente el mancho, que está formado por tocha (esparto seco) y unas cuantas hojas verdes también de esparto. Los manchos tienen forma de tea, siendo el resultado de agrupar gabillas de tocha atándolos longitudinalmente mediante las hojas verdes de esparto. Finalmente se trenza uno de los extremos y se hace un nudo en la punta, de forma que todo el conjunto sea resistente al giro vertical.
Para manchear hay que acercar el extremo "barbudo" del mancho al borde de la hoguera hasta que empieza a prender. Entonces se realiza esa especie de "círculos de fuego" característicos del mancheo, que puede durar entre diez y quince minutos en función de su longitud. Esta costumbre está muy extendida por la zona centro-oeste de la provincia de Granada.

### Gastronomía
En Cacín se producen cereales, hortalizas y frutas. Cuenta con una arraigada tradición culinaria como se demuestra en las "merendicas" de enero, en honor de su patrón San Sebastián, cuando la gente sale al campo para comer a base de migas, arroces y embutidos caseros. Además, el río Cacín brinda excelentes salmónidos, como la trucha con la que se elaboran las típicas truchas al horno.